# Cladodromia boliviana
Cladodromia boliviana är en tvåvingeart som beskrevs av Mario Bezzi 1909. Cladodromia boliviana ingår i släktet Cladodromia och familjen dansflugor. Inga underarter finns listade i Catalogue of Life.